# Gormaz
Gormaz egy község Spanyolországban, Soria tartományban. Gormaz Burgo de Osma-Ciudad de Osma, Quintanas de Gormaz, Recuerda és Villanueva de Gormaz községekkel határos. Lakosainak száma 26 fő (2024).

## Turizmus, látnivalók
A község leghíresebb látnivalója a vár, amelyet al-Hakam al-Musztanszir córdobai kalifa építtetett a 10. század második felében.

## Népesség
A település népessége az elmúlt években az alábbi módon változott:
| Lakosok száma | 18   | 19   | 20   | 20   | 26   | 24   | 27   | 16   | 25   | 26   |
|               | 2001 | 2004 | 2007 | 2009 | 2012 | 2014 | 2017 | 2019 | 2022 | 2024 |